# Prélature territoriale de Mixes
La prélature territoriale de Mixes (en latin : Praelatura Territorialis Mixepolitana ; en espagnol : Prelatura territorial de Mixes) est une prélature territoriale de l'Église catholique au Mexique qui est suffragante de l'archidiocèse d'Antequera.

## Territoire

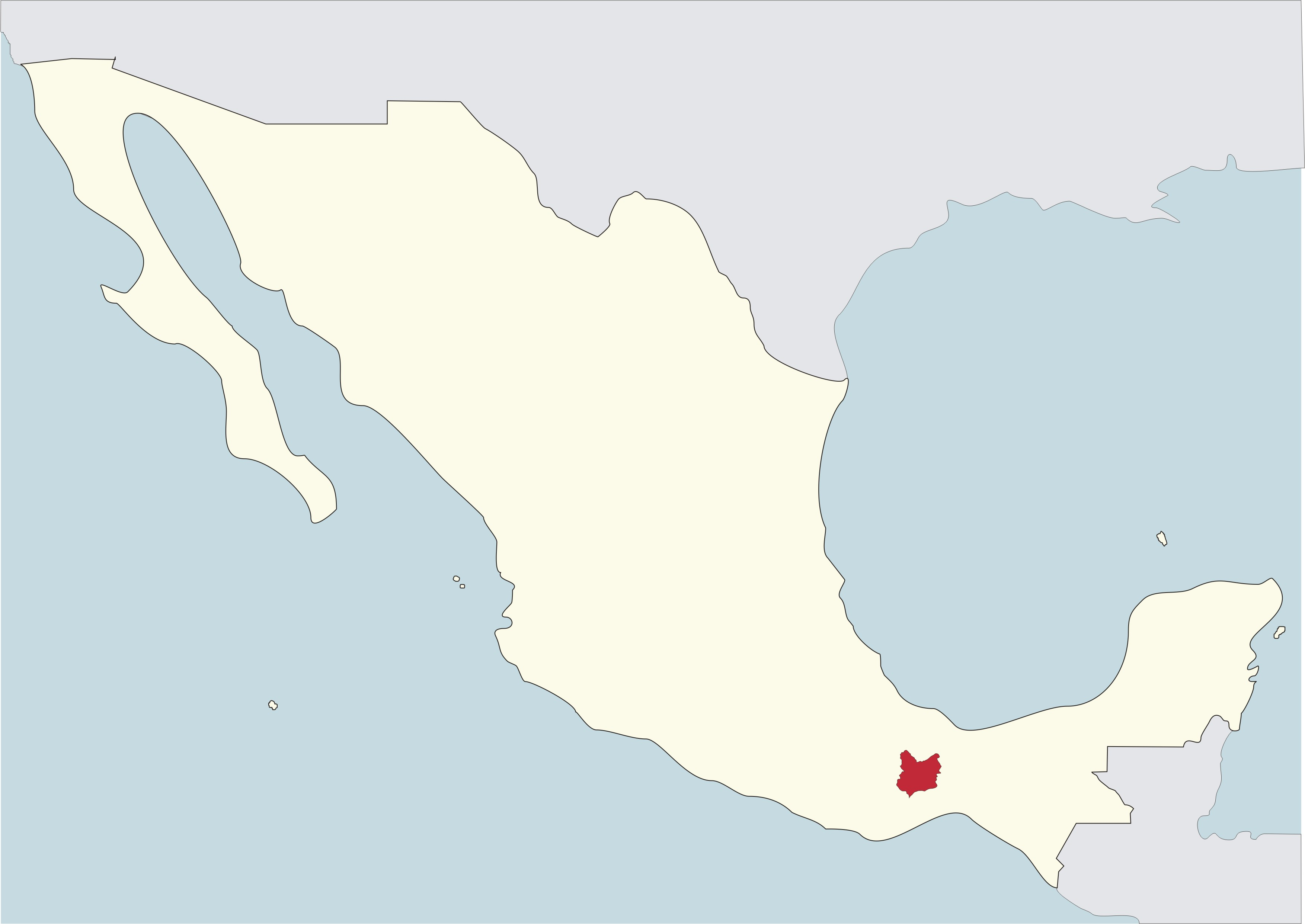
La prélature territoriale de Mixes en rouge sur la carte du Mexique

Il comprend une partie de l'État de Oaxaca ce qui correspond à un territoire d'une superficie de 10 000 km2 divisé en 21 paroisses.
Le siège épiscopal est dans la ville de San Pedro y San Pablo Ayutla où se trouve la cathédrale Saints-Pierre-et-Paul.

## Historique
La prélature territoriale est érigée le 21 décembre 1964 par la constitution apostolique Sunt in Ecclesia du pape Paul VI en prenant une partie du territoire du diocèse de Tehuantepec. Il est nommé suffragant de l'archidiocèse d'Antequera. La mission d'évangélisation est confiée aux salésiens.
Par la lettre apostolique Fideles Praelaturae du 14 janvier 1995, Jean-Paul II confirme que la Vierge Marie, vénérée sous le vocable de Marie Auxiliatrice est la patronne principale de la prélature territoriale.

## Évêques
- Sede vacante (1964-1970)

- Braulio Sánchez Fuentes, S.D.B (14 janvier 1970 - 16 décembre 2000)
- Luis Felipe Gallardo Martín del Campo, S.D.B (16 décembre 2000 - 8 mai 2006), nommé évêque de Veracruz
- Héctor Guerrero Córdova, S.D.B (3 mars 2007 - 13 juin 2018)
- Salvador Cleofás Murguía Medina, S.D.B, depuis le 13 juin 2018